# Michael Douglas
Michael Douglas, nom amb què es coneix Michael Danielovitch (New Brunswick, Nova Jersey, 25 de setembre de 1944), és un actor i productor estatunidenc guanyador d'un premi Oscar. És fill del famós actor Kirk Douglas, i el seu germà Joel és productor. Douglas començà la seva llarga carrera a la sèrie de televisió, The Streets of San Francisco des de 1972 fins a 1976.

## Biografia
Va ser el primer fill de l'actor Kirk Douglas i la seva primera parella, l'actriu de les Bermudes Diana Dill. Els seus avis paterns, Harry Demsky (nascut com Herschel Danilovich) i Bryna Demsky (Sanglel; cognom de soltera), van emigrar de Gómel, Belarús, en l'època de l'Imperi Rus. La seva mare i els seus avis materns, el tinent coronel Thomas Melville Dill i Ruth Rapalje Neilson, eren originaris de la Parròquia de Devonshire, Bermudes. El seu avi va ser advocat general a les Bermudes i oficial de la milícia d'artilleria.
Michael Douglas va començar la seva llarga carrera en la sèrie de televisió Els carrers de San Francisco des de 1972 fins a 1976, on va ser protagonista al costat de Karl Malden.
Malgrat ser un actor molt capaç, la seva carrera va seguir un rumb una mica estrany i va tardar bastant a convertir-se en la gran estrella que és ara. Després de protagonitzar l'esmentada sèrie, durant un temps només apareixia en pel·lícules que usualment eren poc populars (per exemple Running).
Michael Douglas va rebre el seu primer Oscar com a productor amb la pel·lícula One Flew Over the Cuckoo's Nest, o Atrapat sense sortida i protagonitzada per Jack Nicholson i Louise Fletcher el 1975.

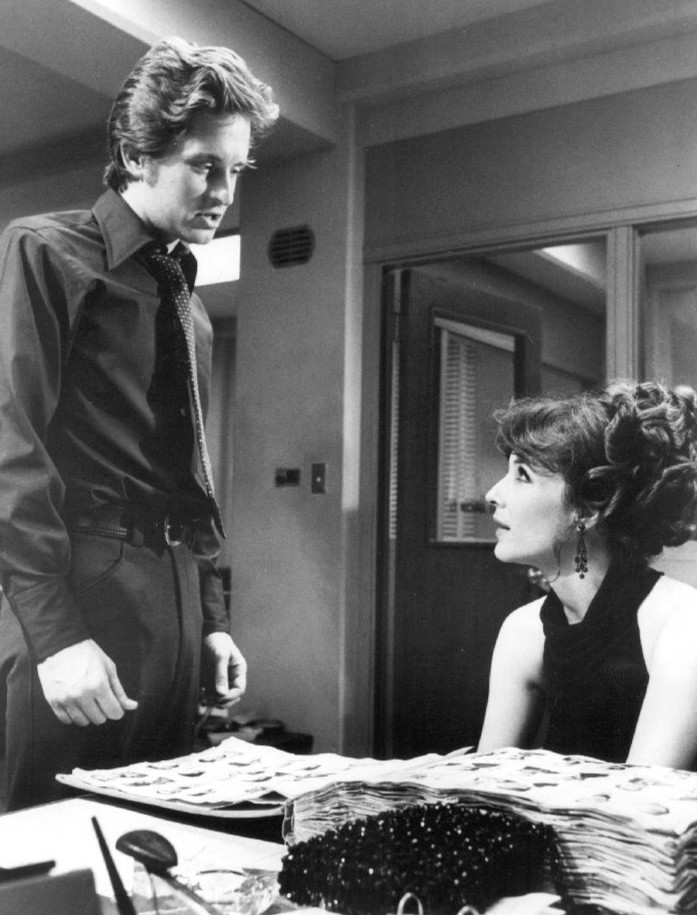
Michael Douglas en una escena de la sèrie Els carrers de San Francisco

Va continuar sent una figura només mitjanament coneguda, fins que va rodar una comèdia romàntica d'aventures amb Kathleen Turner: Darrere el cor verd. El seu paper en aquesta reeixida pel·lícula el mostra com un actor capaç de realitzar rols protagonistes i en diferents registres interpretatius.
El seu primer Oscar interpretatiu el va obtenir pel paper protagonista de Wall Street . El 2010 es va estrenar la seqüela d'aquesta pel·lícula, novament amb Douglas i amb Oliver Stone com a director, titulada Wall Street: Money Never Sleeps.
Douglas es va consagrar com a estrella taquillera en interpretar un marit infidel a Atracció fatal, amb Glenn Close com a protagonista femenina. Automàticament la pel·lícula es va convertir en un èxit a nivell mundial i va entrar a formar part del cinema de culte de Hollywood. El seu personatge en aquesta pel·lícula va marcar un clar punt d'inflexió en la seva carrera cinematogràfica. Tant Douglas com Close van estudiar la preparatòria a Choate Rosemary Hall. Michael Douglas insistiria en un paper similar d'home amb problemes en unes altres dues pel·lícules d'èxit: Instint bàsic, amb Sharon Stone, i Assetjament, aquesta vegada assetjat per Demi Moore.
Entre els seus últims treballs, cal citar Traffic de Steven Soderbergh, la comèdia Last Vegas (amb Robert de Niro i Morgan Freeman) i Behind the Candelabra (amb Matt Damon), on Douglas encarna el pianista homosexual Liberace.
L'octubre de 2011, Michael va rebre en el Festival Internacional de cinema de Santa Bárbara el "premi Kirk Douglas" per la seva contribució al món del cinema de mans del seu pare, Kirk Douglas.

## Vida personal
Douglas es va casar amb Diandra Luker el 20 de març de 1977. Van tenir un fill, Cameron Douglas. El matrimoni es va dissoldre l'any 2000, després de 23 anys d'unió. Entre les raons adduïdes per Diandra hi havia el fet que ell no era un pare apropiat per als seus fills; d'altra banda, Michael s'havia tornat addicte al sexe, pel que la seva conducta extramarital va causar la ruptura.
Poc després va conèixer a Catherine Zeta-Jones, amb la que està casat des del 18 de novembre del 2000, i tenen dos fills: Dylan (15 d'agost de 2000) i Carys (20 d'abril de 2003). Amb freqüència solen visitar Espanya, ja que tenen una finca a Mallorca, com molts altres famosos, antiga propietat de l'arxiduc Lluís Salvador, cosí de l'emperador austrohongarès Francesc Josep I d'Àustria.
El 4 d'agost de 2013 es va anunciar que Catherine i Michael es van separar el mes de maig, després que Catherine Zeta-Jones fos internada en una clínica per tractar el seu trastorn bipolar i després que l'actor participés en el Festival de Cannes fent polèmiques declaracions sobre l'origen del càncer que el va afectar; la parella no ha iniciat els tràmits de divorci.
El 2 de gener de 2014 van anunciar la seva reconciliació. Van ser fetes fotos de la parella amb els seus dos fills i amb anells de casament.

## Filmografia
| Any  | Títol                                   | Paper                                 | Notes                              |
| ---- | --------------------------------------- | ------------------------------------- | ---------------------------------- |
| 1966 | Cast a Giant Shadow                     | Conductor de Jeep                     | Paper menor                        |
| 1969 | Hail, Hero!                             | Carl Dixon                            |                                    |
| 1970 | Adam at Six A.M.                        | Adam Gaines                           |                                    |
| 1971 | La casa de l'arbre (Summertree)         | Jerry                                 |                                    |
| 1972 | Napoleon and Samantha                   | Danny                                 |                                    |
| 1975 | Algú va volar sobre el niu del cucut    |                                       |                                    |
| 1978 | Coma                                    | Dr. Mark Bellows                      |                                    |
| 1979 | Running                                 | Michael Andropolis                    |                                    |
| 1980 | It's My Turn                            | Ben Lewin                             |                                    |
| 1983 | The Star Chamber                        | Superior Court Judge Steven R. Hardin |                                    |
| 1984 | Darrere el cor verd                     | Jack Colton                           | Productor                          |
| 1984 | La joia del Nil (The Jewel of the Nile) | Jack Colton                           | També feu de productor             |
| 1985 | A Chorus Line                           | Zach                                  |                                    |
| 1987 | Wall Street                             | Gordon Gekko                          |                                    |
| 1988 | Atracció fatal                          | Dan Gallagher                         |                                    |
| 1989 | La guerra dels Rose                     | Oliver Rose                           |                                    |
| 1989 | Black Rain                              | Detectiu Sergent Nick Conklin         |                                    |
| 1992 | Instint bàsic                           | Nick Curran                           |                                    |
| 1992 | Shining Through                         | Ed Leland                             |                                    |
| 1992 | Oliver Stone: Inside Out                | Ell mateix                            | Documental                         |
| 1993 | Un dia de fúria (Falling Down)          | William "D-Fens" Foster               |                                    |
| 1994 | Assetjament                             |                                       |                                    |
| 1994 | Disclosure                              | Tom Sanders                           |                                    |
| 1995 | The American President                  | President Andrew Shepherd             |                                    |
| 1996 | The Ghost and the Darkness              | Charles Remington                     | Productor executiu                 |
| 1997 | The Game                                | Nicholas van Orton                    |                                    |
| 1998 | A Perfect Murder                        | Steven Taylor                         |                                    |
| 1999 | One Day in September                    | Narrador                              | Documental                         |
| 1999 | Get Bruce                               | Ell mateix                            | Documental                         |
| 2000 | Traffic                                 | Robert Wakefield                      |                                    |
| 2000 | Joves prodigiosos                       | Professor Grady Tripp                 |                                    |
| 2001 | Don't Say a Word                        | Dr. Nathan R. Conrad                  |                                    |
| 2001 | In Search of Peace                      | Narrador                              | Documental                         |
| 2001 | One Night at McCool's                   | Mr. Burmeister                        | Productor                          |
| 2003 | The In-Laws                             | Steve Tobias                          |                                    |
| 2003 | Coses de família                        | Alex Gromberg                         |                                    |
| 2003 | Direct Order                            | Narrador                              | Documental                         |
| 2004 | The Beautiful Country                   | Man on TV                             | Material fotogràfic de Wall Street |
| 2004 | Tell Them Who You Are                   | Ell mateix                            | Documental                         |
| 2004 | La síndrome de la Xina                  | Richard Adams                         |                                    |
| 2006 | Racing the Monsoon                      |                                       |                                    |
| 2006 | You, Me and Dupree                      | Mr. Thompson                          |                                    |
| 2006 | The Sentinel                            | Pete Garrison                         | Actor / Productor                  |
| 2007 | The Mechanic                            | Kevin Bishop                          |                                    |
| 2007 | The Ride Down Mt. Morgan                | Lyman Felt                            |                                    |
| 2007 | Smoke & Mirrors                         | Jean Robert-Houdin                    |                                    |
| 2007 | The King of California                  | Charlie                               |                                    |
| 2009 | Els fantasmes de les meves exnòvies     | Oncle Wayne                           |                                    |
| 2009 | Solitary Man                            | Ben Kalmen                            |                                    |
| 2010 | Wall Street: Money Never Sleeps         | Gordon Gekko                          |                                    |
| 2011 | Haywire                                 | Alex Coblenz                          |                                    |
| 2013 | Last Vegas                              | Billy                                 |                                    |
| 2014 | And So It Goes                          | Oren Little                           |                                    |

## Premis i nominacions

### Premis Oscar
| Any  | Categoria    | Pel·lícula  | Resultat  |
| ---- | ------------ | ----------- | --------- |
| 1988 | Millor actor | Wall Street | Guanyador |

### Globus d'Or
| Any  | Categoria                           | Pel·lícula                      | Resultat  |
| ---- | ----------------------------------- | ------------------------------- | --------- |
| 1970 | Nova promesa                        | Hail, Hero!                     | Nominat   |
| 1975 | Millor actor de televisió           | The Streets of San Francisco    | Nominat   |
| 1988 | Millor actor dramàtic               | Wall Street                     | Guanyador |
| 1990 | Millor actor musical o còmic        | The War of the Roses            | Nominat   |
| 1996 | Millor actor musical o còmic        | The American President          | Nominat   |
| 2001 | Millor actor dramàtic               | Joves prodigiosos               | Nominat   |
| 2004 | Premi Cecil B. DeMille              |                                 | Guanyador |
| 2011 | Millor actor secundari              | Wall Street: Money Never Sleeps | Nominat   |
| 2014 | Millor actor - Minisèrie o telefilm | Behind the Candelabra           | Guanyador |
| 2018 | Millor actor musical o còmic        | The Kominsky Method             | Guanyador |

### Premis BAFTA
| Any  | Categoria    | Pel·lícula        | Resultat |
| ---- | ------------ | ----------------- | -------- |
| 1989 | Millor actor | Atracció fatal    | Nominat  |
| 2001 | Millor actor | Joves prodigiosos | Nominat  |

### Emmy
| Any  | Categoria                                | Pel·lícula                   | Resultat  |
| ---- | ---------------------------------------- | ---------------------------- | --------- |
| 1974 | Millor actor secundari - Sèrie dramàtica | The Streets of San Francisco | Nominat   |
| 1975 | Millor actor secundari - Sèrie dramàtica | The Streets of San Francisco | Nominat   |
| 1976 | Millor actor secundari - Sèrie dramàtica | The Streets of San Francisco | Nominat   |
| 2002 | Millor actor convidat - Sèrie còmica     | Will and Grace               | Nominat   |
| 2013 | Millor actor - Minisèrie o telefilm      | Behind the Candelabra        | Guanyador |

### Premis del Sindicat d'Actors
| Any  | Categoria          | Pel·lícula | Resultat  |
| ---- | ------------------ | ---------- | --------- |
| 2000 | Millor repartiment | Traffic    | Guanyador |

### Premis César
| Any  | Categoria       | Pel·lícula | Resultat  |
| ---- | --------------- | ---------- | --------- |
| 1998 | César honorífic |            | Guanyador |

### Festival de Sant Sebastià
| Any  | Categoria      | Pel·lícula | Resultat  |
| ---- | -------------- | ---------- | --------- |
| 1997 | Premi Donostia |            | Guanyador |